# Chants d'épuration
Albums de Plume Latraverse
Mixed Grill Hors-Saisons
Chants d'épuration est un album de Plume Latraverse, sorti en 2003.

## Liste des titres
| No  | Titre                                  | Durée |
| --- | -------------------------------------- | ----- |
| 1.  | Le Lapin reproducteur                  |       |
| 2.  | Angélatine                             |       |
| 3.  | Érosion éolienne (...et Chapeau moral) |       |
| 4.  | Le Kayak rouge                         |       |
| 5.  | Écholalie (Qu'est-ce qui?)             |       |
| 6.  | Blouse d'automne                       |       |
| 7.  | Le Vaste Monde (La vie nous rattrape)  |       |
| 8.  | Beau filon!                            |       |
| 9.  | Turlupinades                           |       |
| 10. | L'Intolérable Intolérant               |       |
| 11. | La Traversée du dessert                |       |
| 12. | Sans nommer d'nom                      |       |
| 13. | Épuration extrême                      |       |
| 14. | Black Out! (Sans queue... ni tête)     |       |
| 15. | Méli-mélopée                           |       |
| 16. | Aquarelle                              |       |
| 17. | Le Cœur de l'action                    |       |